# Laguna Hill
Laguna Hill är en kulle i Antarktis. Den ligger i Sydshetlandsöarna. Argentina, Chile och Storbritannien gör anspråk på området. Toppen på Laguna Hill är 160 meter över havet.
Terrängen runt Laguna Hill är kuperad åt sydost, men åt nordväst är den platt. Havet är nära Laguna Hill åt sydväst. Trakten är glest befolkad. Närmaste befolkade plats är Gabriel de Castilla Spanish Antarctic Station, 3,6 kilometer söder om Laguna Hill. 